# Angkor Chum (huyện)
Angkor Chum (tiếng Khmer: ស្រុកអង្គរជុំ) là một huyện thuộc tỉnh Xiêm Riệp, tây bắc Campuchia. Theo thống kê năm 1998, dân số toàn huyện là 48.476 người.
Đến năm 2019, dân số tại Angkor Chum đã tăng lên 55.176 người.